# Vonnis a quo
Het vonnis a quo is in België de zeer gebruikelijke naam voor het 'beroepen vonnis', met andere woorden het vonnis waartegen hoger beroep werd ingesteld. Vonnis a quo komt van het Latijn vonnis a quo appellatur.
In België treft men de woorden 'vonnis a quo' ook aan in vonnissen en arresten. In Nederland wordt de uitdrukking in de rechtsleer gebruikt.